# Нонг Дък Ман
Нонг Дък Ман (на виетнамски Nông Đức Mạnh) е виетнамски политик, генерален секретар на Виетнамската комунистическа партия (ВКП) от 2001 до 2011 г.

## Биография
Роден е на 11 септември 1940 г. в тин (провинция) Бак Кан. Работи като горски работник, а през 1958 година участва в революцията. Приет е във ВКП на 5 юли 1963 г. Става официален член на партията на 10 юли 1964 г. Висшето си образование получава в СССР, в Лесотехническата академия „С. М. Киров“ в Ленинград, която завършва през 1971 г.
Избран е за генерален секретар на ВКП на 22 април 2001 и отново през април 2006 г.